# Томурауші (гора)
Гора Томурауші (Томімура Усіяма, Фура Усіяма) — гора висотою 2141 м, в Японії, в центральній частині остова Хоккайдо, входить до складу  вулканічної групи Дайсецузан.  Місцеві жителі здавна поклонялися горі як «Камуймінтара» (ігровий сад богів). Гора Томураші входить до списку « 100 відомих гір Японії» . Згідно з Інституром географії Японії  на горі установлено знак точки тріангуляції. Гора входить до складу національного парку Дайсецузан.

## Опис

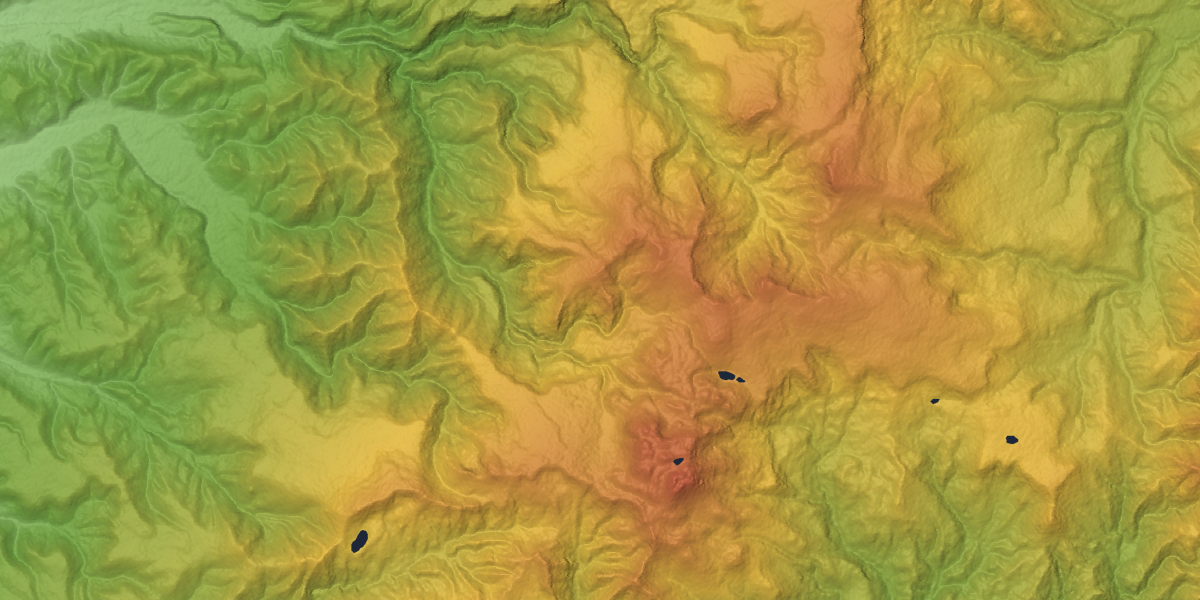
Топографічна карта вулканічних груп Томурауші та Чубецу

Слово «Томурауші» в перекладі з айнської  визначається як "місце, де ростуть зелені водорості" та гора має назву через річку Томурауші, яка бере свій початок у цій горі .
Гора Томураші розташована у південній частині гірського хребта Дайсецузан, в окрузі Токаті, повіт Камікава; по горі проходить кордон між містами Біей та Сінтоку . На піднений захід від гори розташована гора Опутатешіке (2 012 м), на схід — гора Ісікарі (1967 м), а на північний схід  —  гора Чубецу (1962 м).
Вулкан Томураші, який був активним під час пізнього плейстоцену, починаючи з приблизно 300 000 років тому, активність також була під час голоцену . На вершині гори є кратер діаметром приблизно 200 м, який має пониження жерла на південний захід, на схилах гори є кілька бічних лавових куполів і кратерів. Біля підніжжя гори на стороні Сінтоку розташовано гаряче джерело Томурауші Онсен.
Річки Томураші (права притока Токачі) та Кувауннаї (ліва притока річки Чубецу  в системі річки Ісікарі ) починаються на схилах гори Томураші.
На горі Томурауші  межа соснових дерев досягає 1500 метрів, а вище місцевість характеризується широким альпійським поясом. Верхня частина гори — це верхня межа лісу та торф'яні озера  та болота,які починаються з висоти приблизно 1850 м на північному, північно-західному та західному схилах, а також ділянками з альпійськими рослинами. На лавовому плато на північному схилі гори є територія під назвою «сад каменів», де нагромаджені великі камені, де можна зустріти Sieversia pentapetala та Езоноцугазакура. На південно-західній стороні гори можна побачити такі альпійські рослини як  Кассіопея плауновидна, Примула клинолиста  та Діцентра Пілігрим . У 1934 році ця гірська територія була оголошена під особливою охороною національного парку Дайсецузан .

## Альпінізм

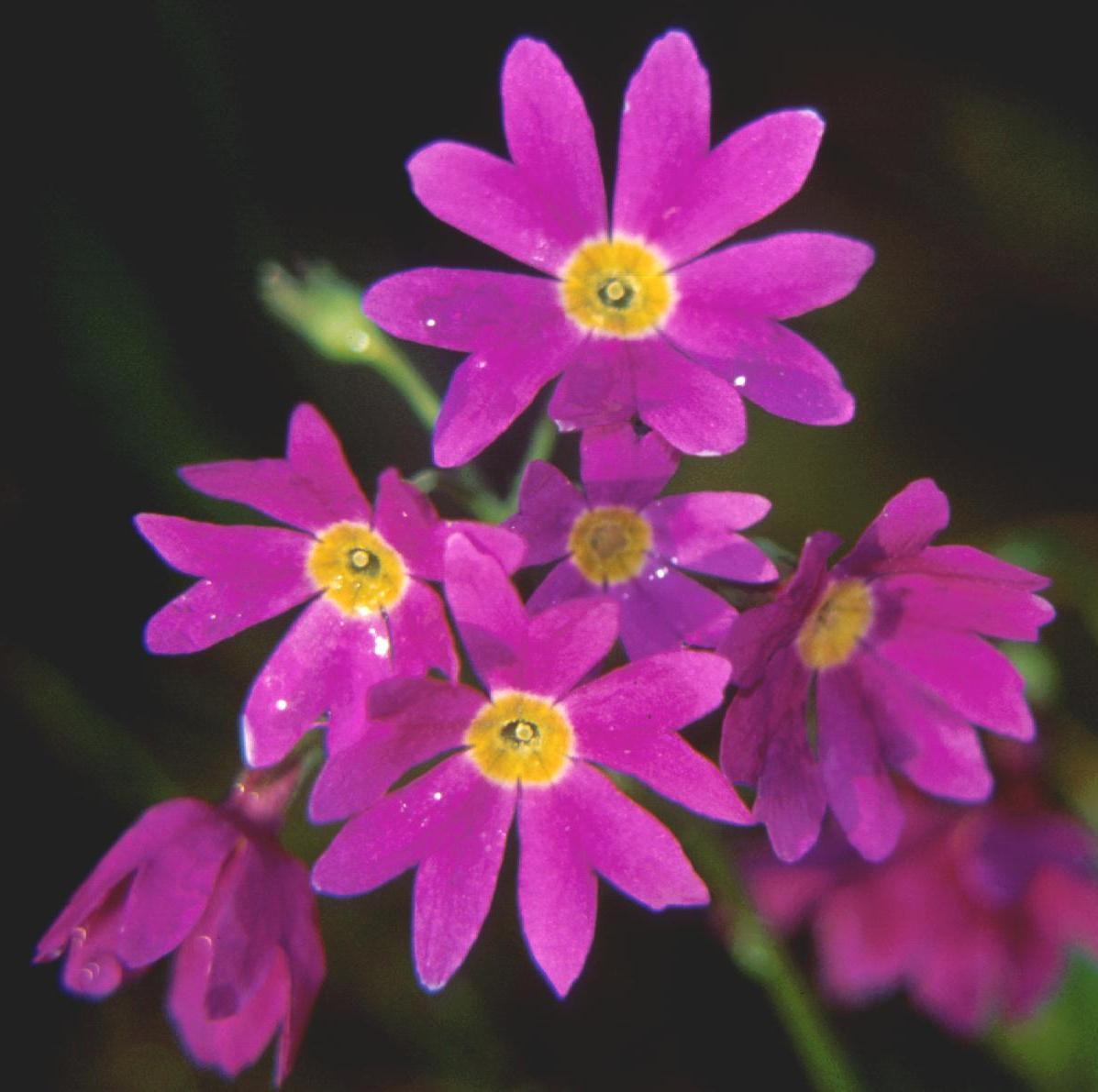
Примула клинолиста в горах Дайсецузан

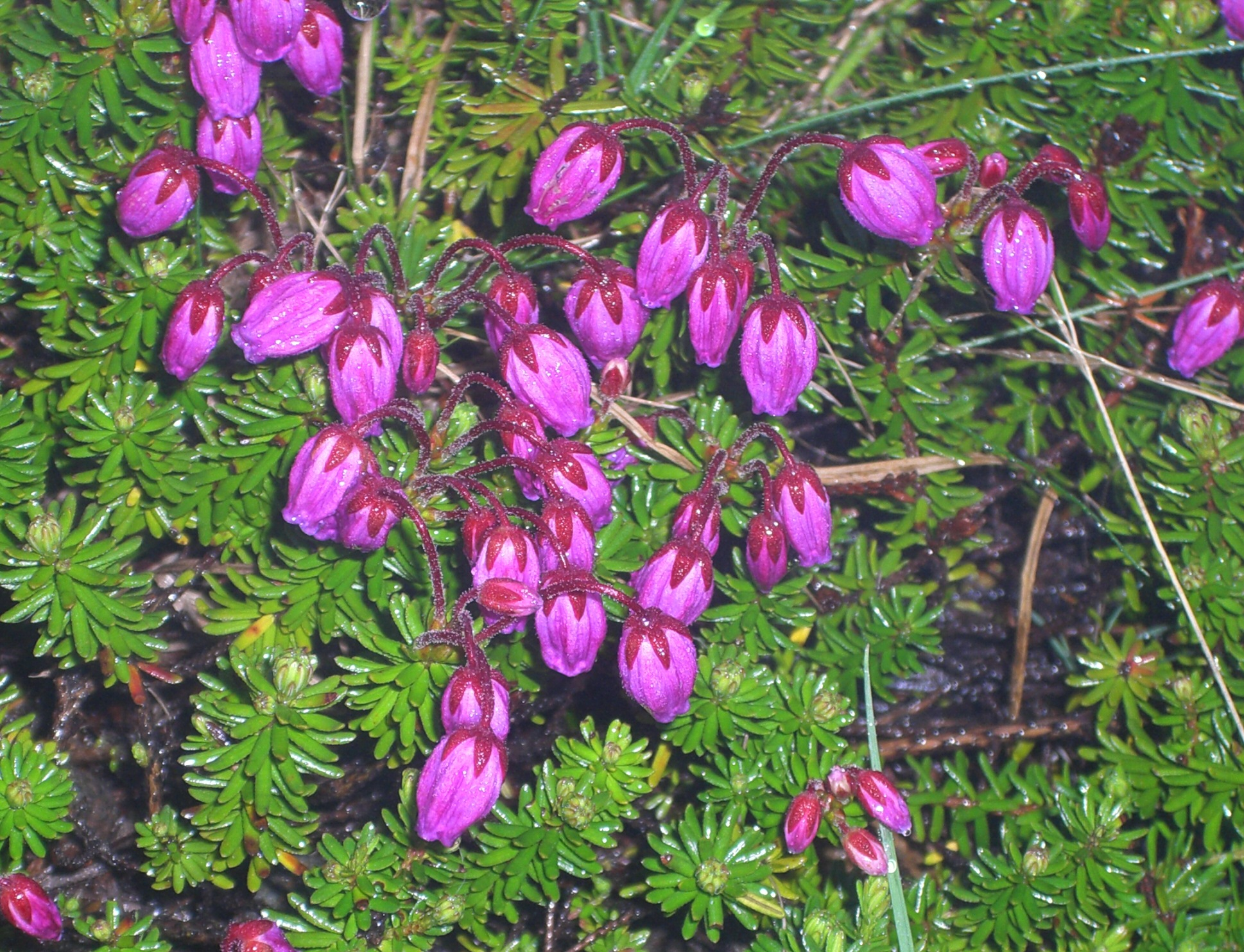
Езоноцугазакура, в горах Дайсецузан

У травні 1926 року група альпіністського клубу університету Хоккайдо здійснила перше сходження на гору Томурауші  у зимовий сезон .
Маршрути скелелазіння починаються з міст Сінтоку та Хіґасікава, також є траверс з півночі, що проходить через гору Сіраун і Чубеці, а потім до гори Токачі. Всі маршрути мають маркування. Пропонуються маршрути одноденні та на 2 дня, для ночівлі є гірські хатини та спеціальні місця для кемпінгу . На маршрутах попереджають про низьку температуру на висоті, яка може опускатися нижче нуля навіть влітку , і через це часто трапляються зміни погодних умов.. Дорога на гору порівнюється за складністю з горою Порошірі, тропа для підйому на гору має складні ділянки, які можуть бути ускладнені погодними умовами (повінню або паводком) Походи на гору часто призводять до нещасних випадків, навіть зі смертями

### Список місць для відпочинку/притулку
| Назва                                          | Місцезнаходження                                     | висота (м) | З гори Томурауші Напрямок і відстань (км) | Кількість людей, які можуть відпочити | Табір, призначене місце | Додаткова інформація             |
| ---------------------------------------------- | ---------------------------------------------------- | ---------- | ----------------------------------------- | ------------------------------------- | ----------------------- | -------------------------------- |
| Евакуаційний будинок Хакуундаке                | Південно-східне плече гори Хакуундаке                | 1990       | Пн, 15,5                                  | 60                                    | 80 наметів              | Менеджер працює тільки влітку    |
| Евакуаційний курінь Чубецудаке                 | Середня точка на схід від гори Чубецу та гори Госікі | 1620       | Пн-сх, 6.9                                | 30                                    | 15 наметів              | безпілотний                      |
| Болотний притулок Хісаго                       | Болото Хісаго                                        | 1600       | Пн-сх, 3.0                                | 30                                    | 30 наметів              | безпілотний                      |
| Відведена територія табору Мінамінума          | Прямо на південний захід від вершини                 | 1950       | Пд-зх, 0,7                                |                                       | 20 наметів              |                                  |
| Кокуміншукуша Хігаші Тайсецусо                 | Гаряче джерело Томурауші                             | 650        | Пд, 7,6                                   | 118                                   |                         | Працює цілий рік, початок стежки |
| Лісовий табір природного відпочинку Tomuraushi | На захід від Хіґасі Тайсецусо                        | 680        | Пд, 7,6                                   |                                       | 150 наметів             |                                  |

.

## Галерея

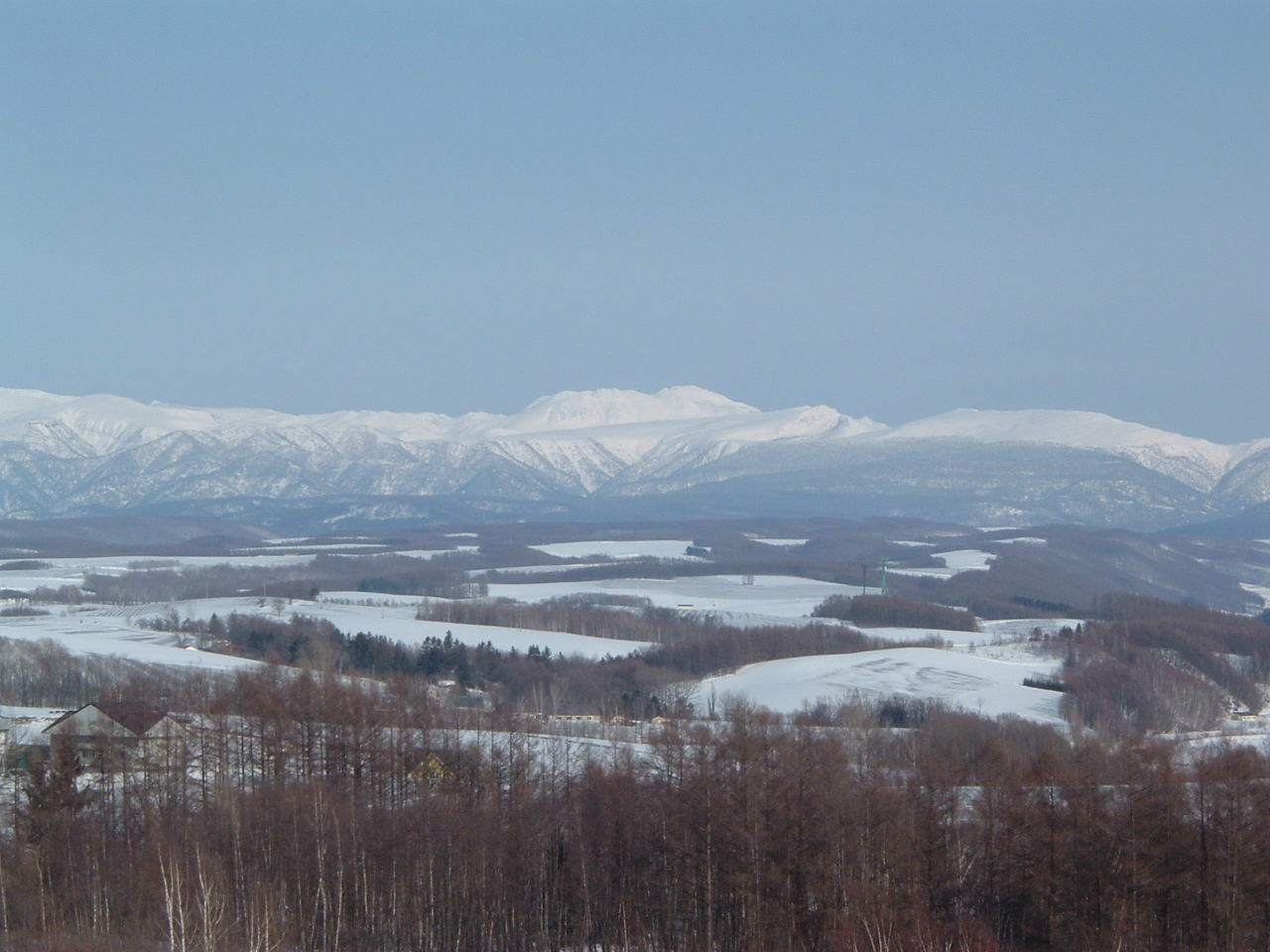
Вид на гору Томурауші з міста Біей
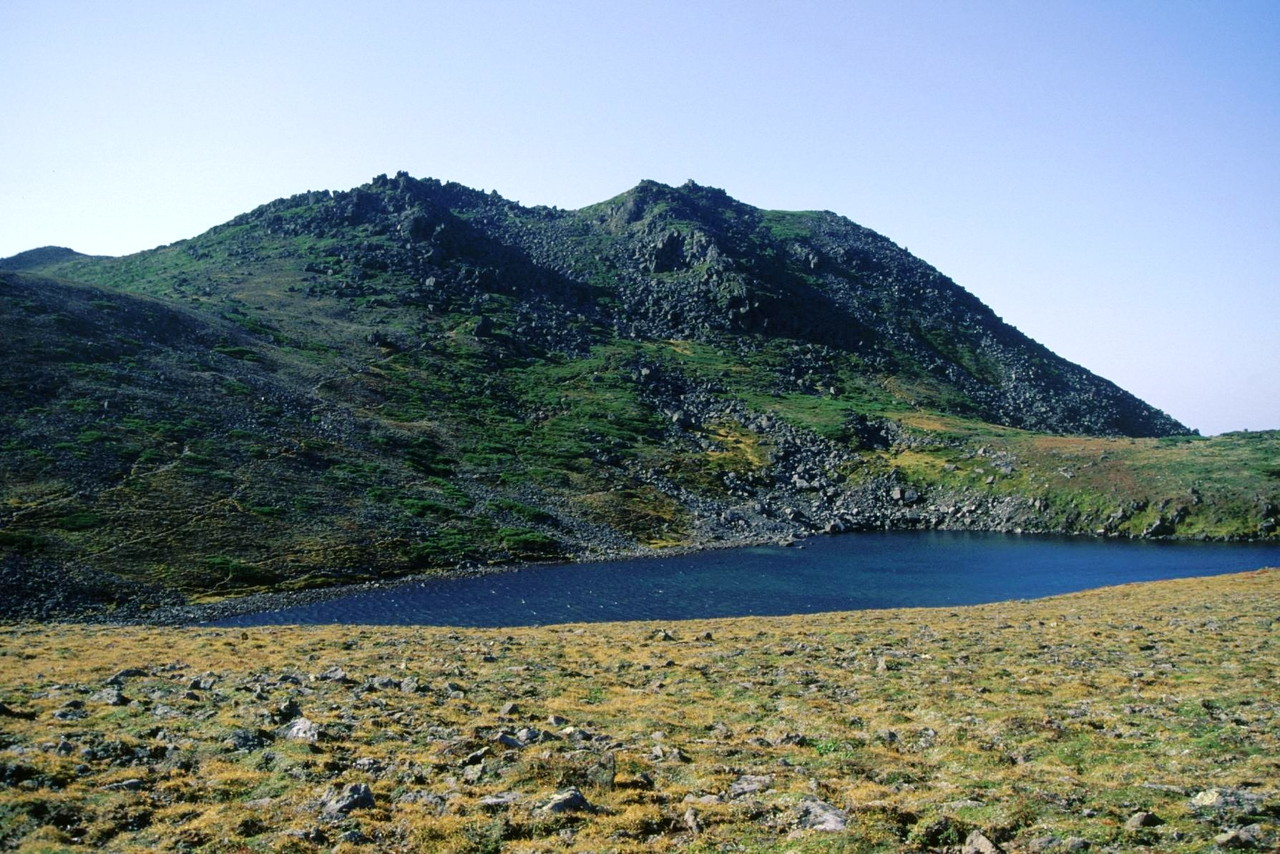
Гора Томурауші та озеро у північного схилу
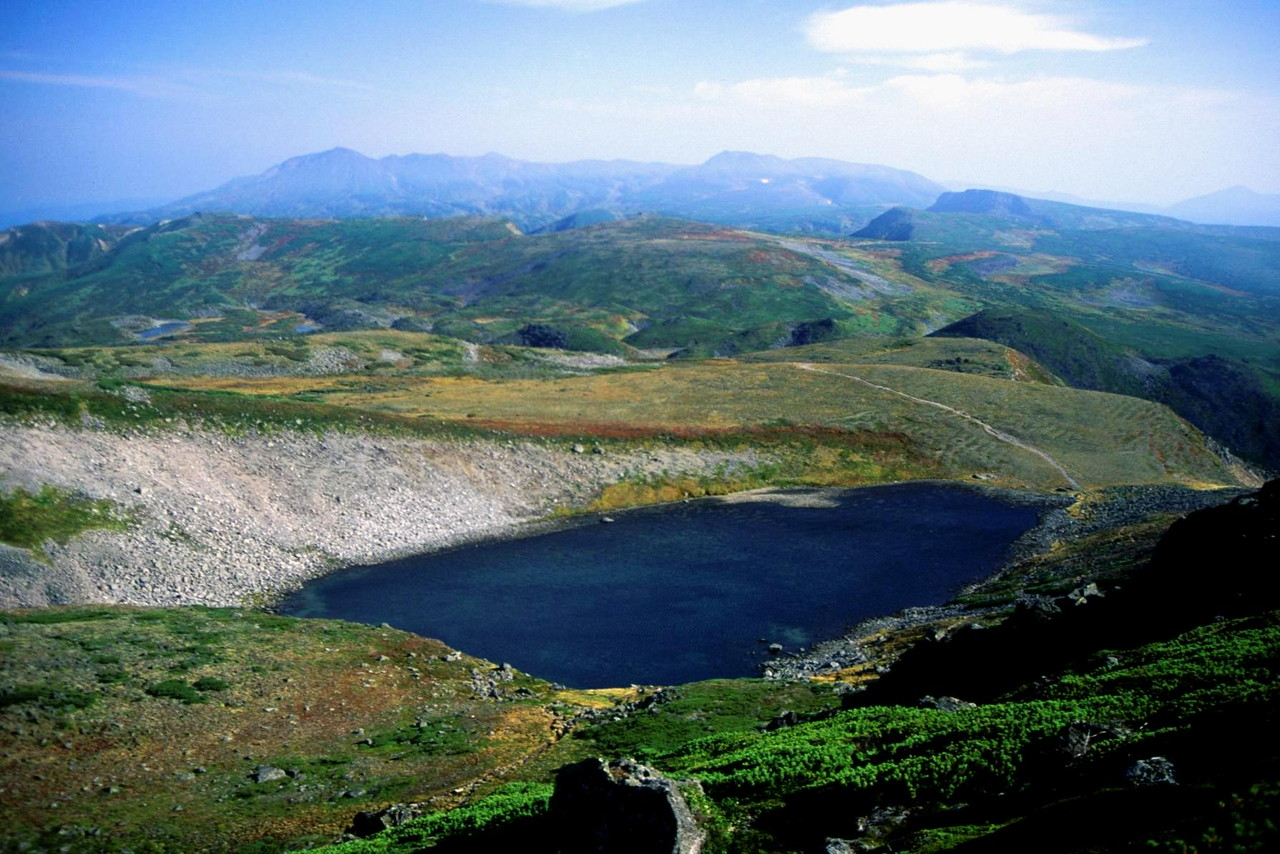
Вид з вершини гори
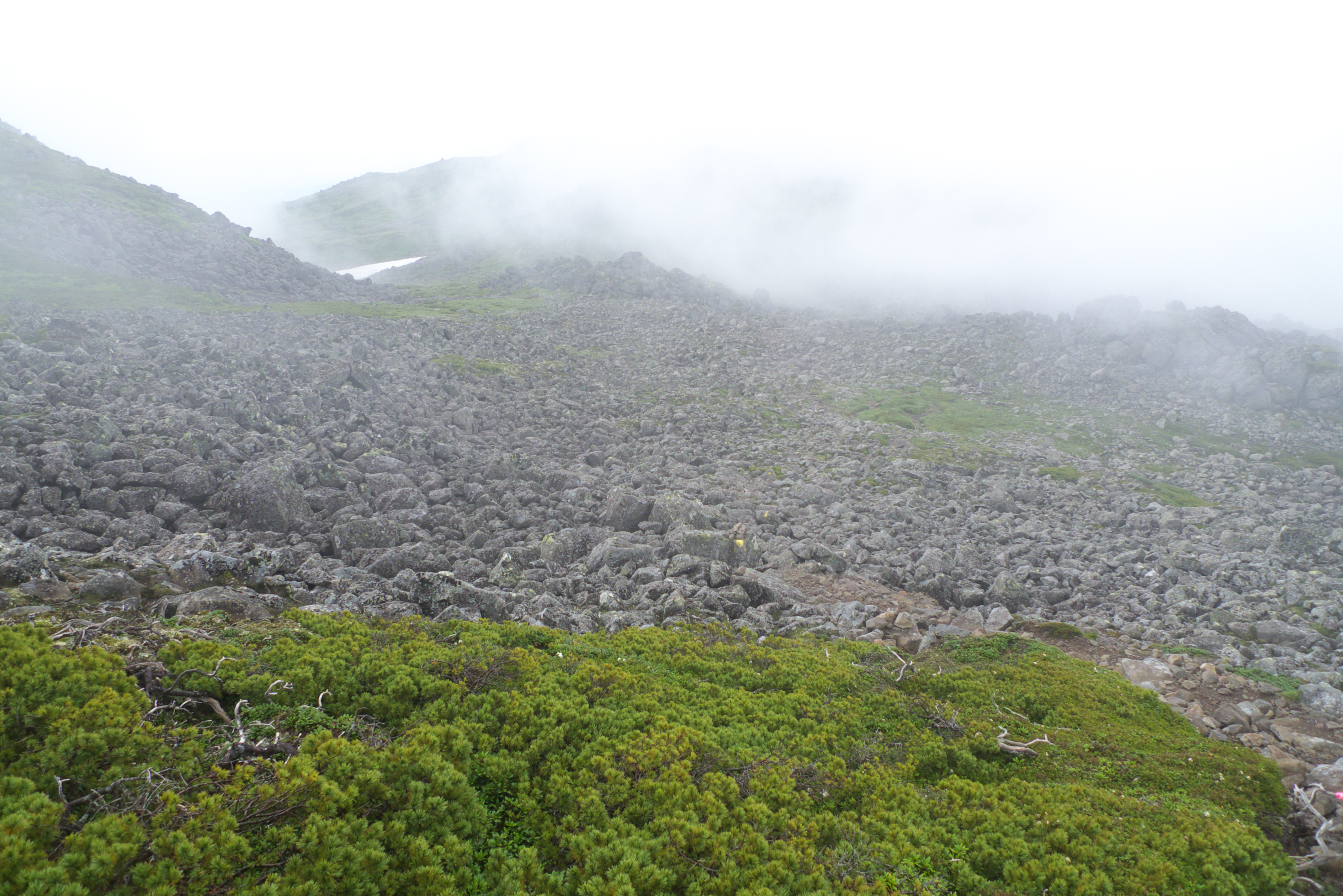
Альпійські луки
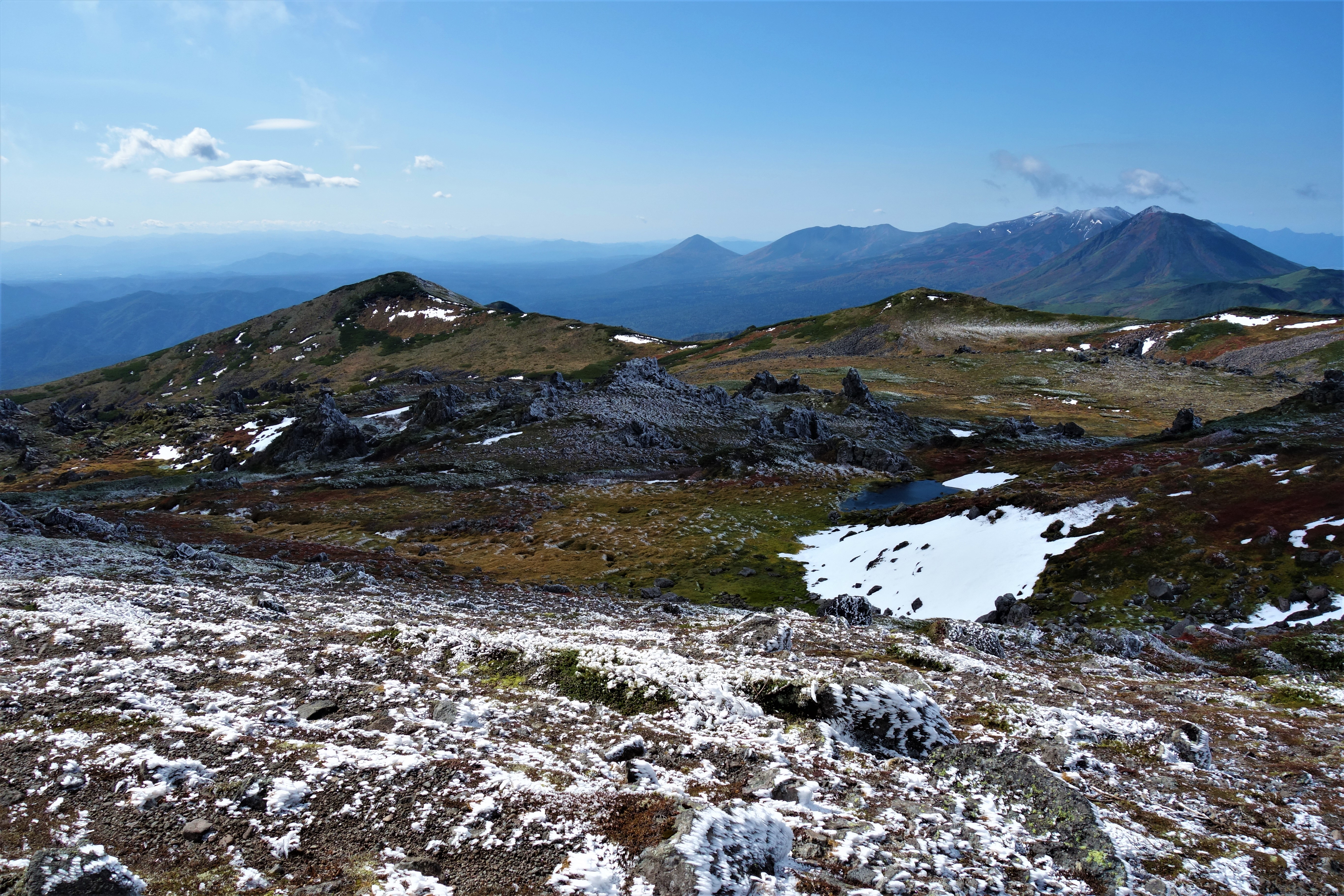
Томурауші та гірський хребет Токачі позаду праворуч
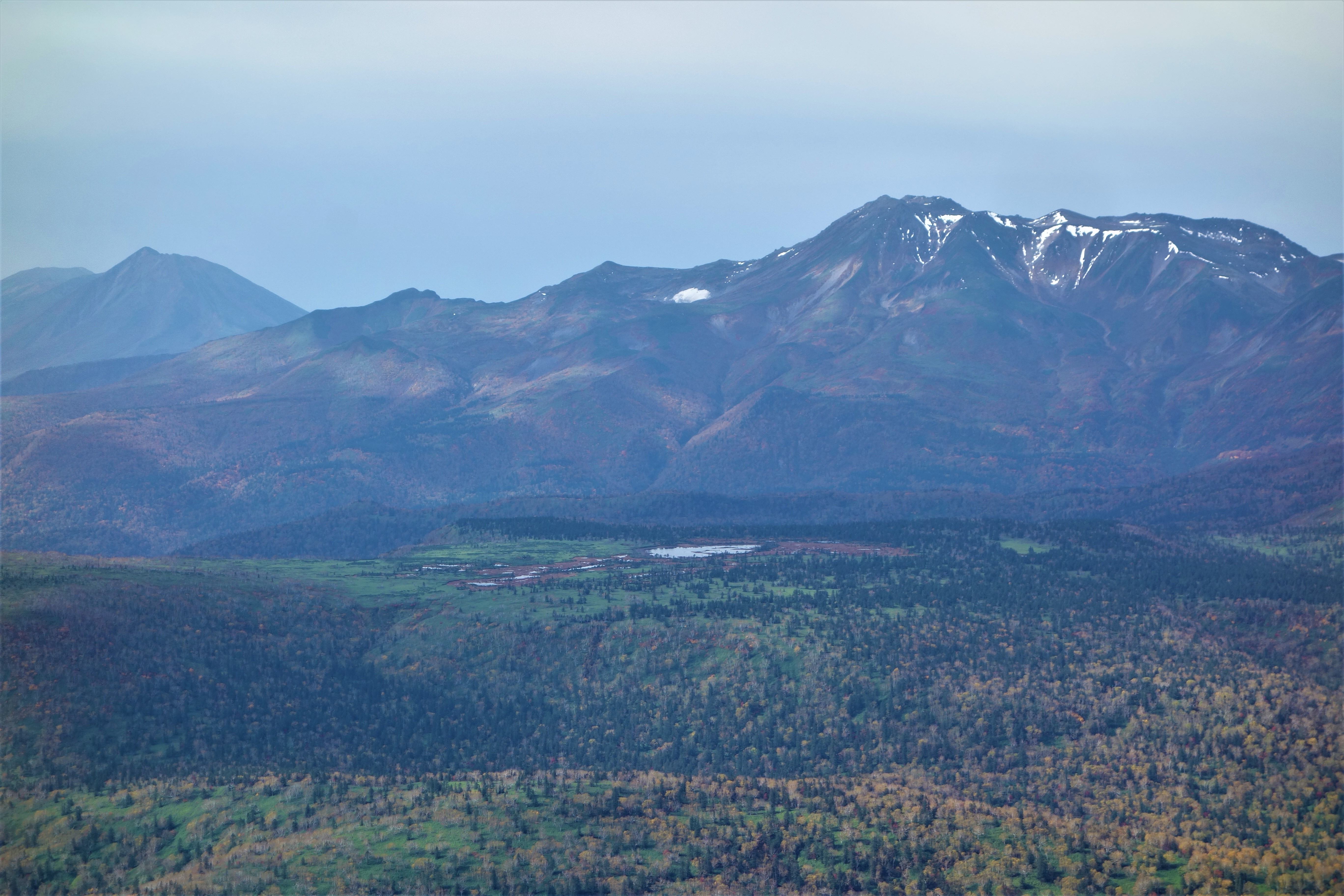
Гора Томурауші з гори Ісікарі
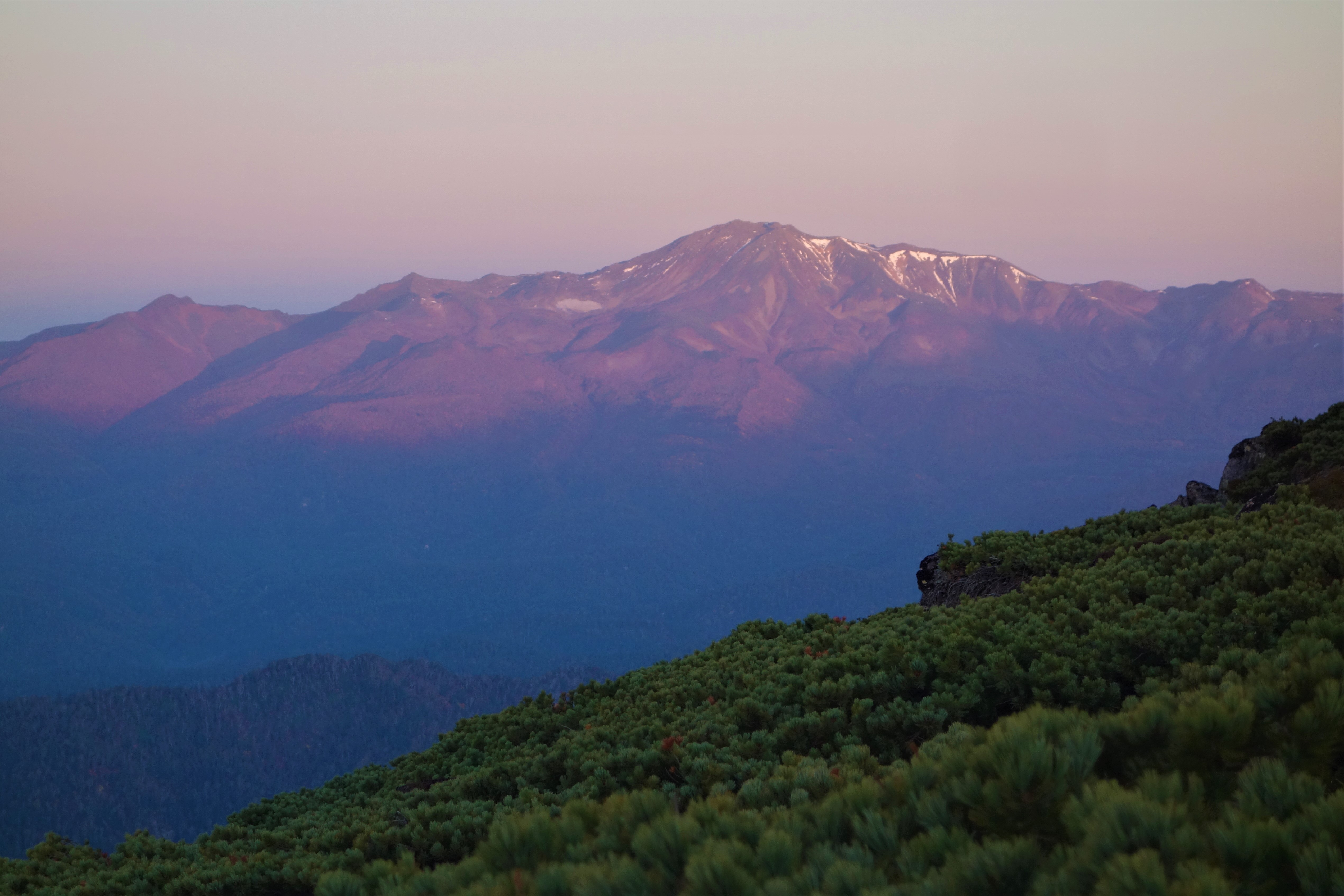
Гора Томурауші

## Пов'язаний предмет
- Гори Японії
- Вулкани Японії

## Зовнішнє посилання
- Вулкани в Японії: вулканічні групи Томурауші та Чубецу - Національний інститут передових промислових наук і технологій, Геологічна служба Японії